# Isla Cevallos
La isla Cevallos es una pequeña isla de origen rocoso en el golfo San Jorge del mar Argentino, se encuentra ubicada aproximadamente a unos 7,5 km al este de la costa, en la provincia argentina del Chubut, más precisamente en el Departamento Florentino Ameghino, frente a la península Gravina, y al noreste de la isla Viana en el sector de bahía Bustamante. Las medidas de la isla son 430 metros de longitud máxima y 210 metros de ancho máximo. Presenta una forma triangular con el eje mayor en sentido norte-sur. 
Se trata de una isla rocosa y sin vegetación que presenta restingas en sus costas. Cuenta con una playa de grava que se proyecta hacia el norte. Existen colonias de nidificación de gaviota cocinera (Larus dominicanus) entre otras muchas. A su vez, en estas islas existían guaneras que fueron explotadas comercialmente hasta principios de la década de 1990.
En 2008 se creó el Parque Interjurisdiccional Marino Costero Patagonia Austral, el cual incluye a la isla Cevallos.